# 加熱調理
加熱調理（かねつちょうり）とは、食材に熱を加える調理法全般のことで、焼く、煮る、炒める、蒸すなどの総称である。

## 概要
食物は、熱を加えることによって繊維が柔らかくなったり、たんぱく質が変化する・脂肪が融けるなどの状態変化を起こす。また熱することで食材から揮発性の高い液体が蒸発することで不揮発性の部分が残るなどする。この他、熱し方によっては様々な調味料を染み込ませたり、または風味を決定する成分を溶かし出したりする。
この他、寄生虫が殆ど死滅する他、細菌を熱を加えることで不活化（殺菌）したり、毒性のある成分でも熱に弱いものを加熱によって分解ないし化合させて無毒化させるなど、生のままでは食用に適さない食材を食べることができるように加工する場合もある。
反面、一部のビタミン類（水溶性ビタミン）など加熱によって失われる栄養素もあり、全てにおいて加熱調理が重視される訳ではない。エスキモーのように加熱調理で貴重な栄養素が失われるのを回避するため、敢えて生で食べることを選択した民族もいるほか、日本人のように風味を求めて刺身や寿司（または卵かけご飯）のように生食にこだわった民族もいる。

### 加熱調理と不活化
加熱により細菌本体は不活化できるものの、芽胞や細菌由来の生産物は無毒化されない場合もある。例えば食中毒のうち、病原性大腸菌などによる感染によって食中毒を起こす種類のもの（感染型食中毒）の害は加熱調理によって予防されるが、ボツリヌス菌などによる毒素型食中毒では加熱調理によっても毒素が残り食中毒を起こす。芽胞は通常の調理の際の加熱条件では不活化出来ず、食中毒を起こす。
またプリオンによる感染症 (BSE) では、異常プリオン蛋白を含む食肉を煮たり焼いたり1気圧で蒸したりする程度ではプリオンの状態は変化しないため、通常の食肉調理法では影響を受けると考えられている（→BSE問題）。なお異常プリオン蛋白を不活化する方法としてはオートクレーブで高圧滅菌処理並みの扱いをすることが示されている。これは一般に言うところの加熱調理とは全く別の扱いであり、たとえ一般の圧力鍋を用いた調理（およそ2気圧、120℃）でも充分とはいえない。